# Henri Christiné
Henri Marius Christiné (Ginebra, 27 de diciembre de 1867 - Niza, 23 de noviembre de 1941) fue un autor, compositor y editor francés de origen suizo.
Antes de la Primera Guerra Mundial escribió numerosas cancionetas por Fragson (Je connais une blonde, Reviens;...), Mayol, Polin o Yvonne Printemps. También fue director de orquesta en el music-hall Concert Européen.
Su carrera tomó un giro considerable después de la guerra gracias al éxito logrado con su opereta Phi-Phi, estrenada al día siguiente del Armisticio, con libreto de Albert Willemetz y de Fabien Solar. Phi-Phi representó sin interrupción durante tres años en el teatro de los Bouffes-Parisiens. Este éxito fue seguido por otros: Dédé (1921), con Maurice Chevalier, Madame (1923) o J'adore ça (1925). 
Como editor publicó las primeras canciones de Vincent Scotto.

## Operetas
- 1903: Service d'amour
- 1904: Mam'zelle Chichi
- 1907: Les Vierges du harem
- 1908: Cinq minutes d'amour
- 1918: Phi-Phi
- 1921: Dédé
- 1923: Madame
- 1925: J'adore ça
- 1926: J'aime!
- 1929: Arthur
- 1931: Encore cinquante centimes, en colaboración con Maurice Yvain.
- 1932: Robinson Crusoé
- 1933: La Madone du promenoir; L'Affaire Brocs
- 1934: Le Bonheur, mesdames! ; Au temps des Merveilleuses, en colaboración con Tiarko Richepin.
- 1934: La Poule ; Yana, en colaboración con Tiarko Richepin.
- 1938: Le Flirt ambulant